# 2 euro commemorativi emessi nel 2015

## I cinque disegni proposti per l'emissione comune del 2015

Vincitore

## Emissione comune
| Immagine | Paese          | Tema                                    | Tiratura   | Emissione                   |
| --- | -------------- | --------------------------------------- | ---------- | --------------------------- |
| | Unione europea | 30º anniversario della Bandiera Europea | 51.200.000 | diversa a seconda del Paese |
| Descrizione: Il disegno riproduce la bandiera dell'UE quale simbolo dell'unione di popoli e culture che condividono visioni e ideali per un futuro comune migliore. Le dodici stelle che si trasformano in figure umane rappresentano la nascita di una nuova Europa. In alto a destra figurano, a semicerchio, il nome del paese di emissione nella o nelle lingue nazionali e gli anni «1985-2015». In basso a destra figurano le iniziali dell'artista (Georgios Stamatopoulos). Per celebrare il trentennale della bandiera dell'UE, i ministri delle Finanze dell'area dell'euro hanno deciso che gli Stati membri dell'area dell'euro avrebbero coniato una moneta commemorativa da 2 euro con un disegno comune sulla faccia nazionale. I cittadini e i residenti dell'area dell'euro hanno selezionato il disegno vincitore con un voto pubblico su internet. Ai votanti è stato proposto di scegliere fra cinque disegni, preselezionati da una giuria professionale a seguito di una gara di disegno fra le zecche europee. Il disegno prescelto è stato quello creato da Georgios Stamatopoulos, incisore professionista presso la Banca di Grecia. Sull'anello esterno della moneta figurano le 12 stelle della bandiera dell'Unione europea. |                |                                         |            | diversa a seconda del Paese |
| | Austria        | REPUBLIK ÖSTERREICH                     | 2.500.000  | 30 ottobre 2015             |
| | Belgio         | BELGIE-BELGIQUE-BELGIEN                 | 400.000    | 18 novembre 2015            |
| | Cipro          | ΚΥΠΡΟΣ KIBRIS                           | 350.000    | 30 novembre 2015            |
| | Estonia        | EESTI                                   | 350.000    | 10 dicembre 2015            |
| | Finlandia      | SUOMI FINLAND                           | 500.000    | 6 agosto 2015               |
| | Francia        | RÉPUBLIQUE FRANÇAISE                    | 4.000.000  | 21 novembre 2015            |
| | Germania       | BUNDESREPUBLIK DEUTSCHLAND              | 30.000.000 | 5 novembre 2015             |
| | Grecia         | ΕΛΛΗNIKH ΔHMOKPΑTIA                     | 750.000    | 23 dicembre 2015            |
| | Irlanda        | éire                                    | 1.000.000  | 16 ottobre 2015             |
| | Italia         | REPUBBLICA ITALIANA                     | 995.000    | 18 dicembre 2015            |
| | Lettonia       | LATVIJA                                 | 1.000.000  | 3 novembre 2015             |
| | Lituania       | LIETUVA                                 | 750.000    | 17 novembre 2015            |
| | Lussemburgo    | LËTZEBUERG                              | 500.000    | 10 dicembre 2015            |
| | Malta          | MALTA                                   | 300.000    | 18 dicembre 2015            |
| | Paesi Bassi    | NEDERLAND                               | 1.000.000  | 13 ottobre 2015             |
| | Portogallo     | PORTUGAL                                | 500.000    | 30 novembre 2015            |
| | Slovacchia     | SLOVENSKO                               | 1.000.000  | 24 settembre 2015           |
| | Slovenia       | SLOVENIJA                               | 1.000.000  | 7 dicembre 2015             |
| | Spagna         | ESPAÑA                                  | 4.300.000  | 27 novembre 2015            |

## I 2 euro commemorativi emessi
| Immagine | Paese              | Tema | Tiratura   | Emissione         |
| --- | ------------------ | --- | ---------- | ----------------- |
| | Germania           | Presidenza dell' Assia al Bundesrat: Paulskirche a Francoforte sul Meno 10ª moneta della I serie dedicata ai Länder tedeschi                                                        | 30.000.000 | 30 gennaio 2015   |
| Descrizione: il disegno raffigura una prospettiva classica della chiesa di San Paolo di Francoforte sul Meno - la «Paulskirche» ha ospitato nel 1849 le sedute del primo organo legislativo tedesco liberamente eletto ed è considerata la culla della democrazia tedesca: si tratta quindi della prospettiva più immediatamente riconoscibile. Emerge incisiva dal disegno la tensione fra la svettante torre campanaria e la struttura ellittica del corpo centrale. Gli scalini, lievemente esasperati nel disegno, invitano ad entrare e contemporaneamente coronano la sottostante iscrizione «HESSEN» (ossia lo Stato federato dell'Assia in cui si trova la chiesa di San Paolo). Figurano inoltre nel tondello interno: a sinistra, la data «2015» e il segno di zecca («A», «D», «F», «G» o «J»); a destra, l'indicazione del paese di emissione «D» e il marchio dell'incisore (le iniziali «HH» di Heinz Hoyer). Sull'anello esterno della moneta figurano le 12 stelle della bandiera dell'Unione europea. |                    | |            |                   |
| | Germania           | 25º anniversario della riunificazione tedesca | 30.000.000 | 30 gennaio 2015   |
| Descrizione: al gruppo di persone raffigurato in piedi in primo piano, incarnazione di un nuovo inizio e dell'avanzamento verso un futuro migliore, fa da sfondo la Porta di Brandeburgo, simbolo dell'unità tedesca. Il proclama Wir sind ein Volk («siamo un unico popolo»), espressione collettiva di volontà dei cittadini tedeschi, è riprodotto in modo da evocare il cammino che ha condotto alla riunificazione tedesca. Il cerchio interno riporta inoltre il marchio della zecca di conio (rappresentato dalla lettera «A», «D», «F», «G» o «J»), il codice del paese di emissione «D» e il marchio dell'incisore (ossia le iniziali «BW» di Bernd Wendhut). Sull'anello esterno della moneta figurano le 12 stelle della bandiera dell'Unione europea. |                    | |            |                   |
| | Francia            | 70º anniversario della pace in Europa | 4.000.000  | 2 febbraio 2015   |
| Descrizione: sulla faccia della moneta la colomba è disegnata in modo grafico e moderno. Porta un ramo di ulivo, simbolo della pace, i cui ramoscelli sono stati sostituiti dalle 12 stelle della bandiera europea. I 28 paesi dell'Unione europea sono indicati con il loro codice ISO. Le lettere RF (République Française) figurano nella parte inferiore della moneta, mentre i due marchi di zecca sono nel lato sinistro e l'anno di emissione 2015 a destra. Sull'anello esterno della moneta figurano le dodici stelle della bandiera dell'Unione europea. |                    | |            |                   |
| | Spagna             | Grotta di Altamira 6ª moneta della serie dedicata ai siti spagnoli Patrimonio dell'umanità UNESCO                                                                                   | 4.200.000  | 2 febbraio 2015   |
| Descrizione: l'immagine raffigura il dipinto del bisonte della Grotta di Altamira in Cantabria. Nella parte superiore dell'immagine, in senso circolare e a lettere maiuscole, è riportata la parola «ESPAÑA», mentre in basso è inciso l'anno di emissione «2015» e a destra il marchio della zecca. Sull'anello esterno della moneta figurano le 12 stelle della bandiera dell'Unione europea. |                    | |            |                   |
| | Lettonia           | Presidenza lettone del Consiglio dell'Unione europea | 1.000.000  | 10 febbraio 2015  |
| Descrizione: il disegno riporta il logo ufficiale della presidenza lettone del Consiglio dell'Unione europea. Il logo è completato dalla dicitura «LATVIJAS PREZIDENTŪRA ES PADOMĒ» («PRESIDENZA LETTONE DEL CONSIGLIO DELL'UE») e dal sito web della presidenza «EU2015.LV». Sull'anello esterno della moneta figurano le 12 stelle della bandiera dell'Unione europea. |                    | |            |                   |
| | Finlandia          | 150º anniversario della nascita di Jean Sibelius | 1.000.000  | 18 febbraio 2015  |
| Descrizione: nella parte interna della moneta è raffigurato un cielo stellato con alcune cime di alberi sulla destra. Sempre nella parte interna della moneta, sulla sinistra figurano la scritta «JEAN SIBELIUS» e l'anno di emissione «2015», mentre sulla destra sono incisi sia la sigla dello Stato di emissione «FI», sia il marchio della zecca. Sull'anello esterno della moneta figurano le 12 stelle della bandiera dell'Unione europea. |                    | |            |                   |
| | San Marino         | 750º anniversario della nascita di Dante Alighieri | 100.000    | 8 aprile 2015     |
| Descrizione: il disegno, opera di Annalisa Masini, ritrae un profilo di Dante tratto da un affresco di Botticelli. A destra del ritratto figura il nome «DANTE» in verticale. Sulla destra del tondello interno è scritto, a semicerchio, il nome del paese di emissione «SAN MARINO». Fra le due iscrizioni figurano il segno di zecca «R», le date «1265» e «2015» e le iniziali dell'autrice «AM». Il carattere in cui sono scritti il nome del paese e il soggetto della moneta s'ispira a quello usato nei primi esemplari della Divina commedia. Sull'anello esterno della moneta figurano le 12 stelle della bandiera dell'Unione europea. |                    | |            |                   |
| | Portogallo         | 150º anniversario della Croce Rossa portoghese | 500.000    | 15 aprile 2015    |
| Descrizione: il disegno riporta una composizione visiva in cui la famosa croce, simbolo dell'organizzazione, è riprodotta più volte per rappresentare l'espansione dell'azione umanitaria sia in Portogallo sia all'estero. Sullo sfondo, il contorno di una mano simboleggia i diversi tipi di aiuti umanitari offerti dalla Croce Rossa, in primo luogo l'assistenza medica, ma anche attività di cooperazione, costruzione e supporto alla popolazione. Sul lato sinistro, in semicerchio, è incisa la scritta «CRUZ VERMELHA PORTUGUESA». Il lato superiore reca lo stemma nazionale e il nome del paese di emissione «PORTUGAL»; in basso compaiono le date «1865» e «2015». Sull'anello esterno della moneta figurano le 12 stelle della bandiera dell'Unione europea. |                    | |            |                   |
| | Malta              | 100º anniversario del primo volo dall'isola | 300.000    | 25 maggio 2015    |
| Descrizione: la moneta celebra una ricorrenza importante nella storia dell'aviazione maltese: il centenario del primo volo dall'isola. Il 13 febbraio 1915 il capitano Kilmer decollò dal Porto grande di Valletta su un idrovolante portato a bordo della HMS Ark Royal. Il velivolo si posò nuovamente nelle acque del porto dopo un volo di 55 minuti. La moneta raffigura l'idrovolante del capitano Kilmer e, sullo sfondo, la punta di Senglea, uno degli elementi di spicco nel paesaggio del Porto grande. In alto, a semicerchio, figura l'iscrizione «FIRST FLIGHT FROM MALTA»; a destra le date «1915-2015»; in basso a sinistra l'iscrizione «100TH ANNIVERSARY» e ancora sotto le iniziali dell'autore «NGB» (Noel Galea Bason). Sull'anello esterno della moneta figurano le 12 stelle della bandiera dell'Unione europea. |                    | |            |                   |
| | Lussemburgo        | 15º anniversario dell'ascesa al trono del granduca Enrico | 500.000    | 8 giugno 2015     |
| Descrizione: la moneta riporta le effigi delle Loro Altezze Reali il Granduca Henri e la Granduchessa, sormontate dall'anno dell'avvento al trono «2000», dal paese di emissione «Luxembourg», nonché dall'annata di emissione «2015». In basso è riportata l'iscrizione «15e anniversaire de l'accession au trône de S.A.R. le Grand-Duc». Sull'anello esterno della moneta figurano le 12 stelle della bandiera dell'Unione europea. |                    | |            |                   |
| | Portogallo         | 500º anniversario dei primi contatti con Timor | 500.000    | 15 luglio 2015    |
| Descrizione: il disegno raffigura una caravella del XVI secolo, in ricordo dell'arrivo dei navigatori portoghesi sull'isola, e un'abitazione locale con il tetto di paglia decorato con una delle tipiche sculture in legno che riprendono miti e leggende. L'elemento scultoreo raffigurato sulla moneta rappresenta la storia dei primi abitanti giunti con le loro imbarcazioni da altri paesi del continente asiatico e l'importanza del cavallo per spostarsi lungo i fianchi delle montagne scoscese che ricoprono gran parte dell'isola. In alto a destra compare l'anno «1515» e il nome del paese di emissione «PORTUGAL». In basso a sinistra si trova la scritta «TIMOR» e l'indicazione dell'anno «2015». In basso figura la firma dell'artista Fernando Fonseca. Sull'anello esterno della moneta figurano le 12 stelle della bandiera dell'Unione europea. |                    | |            |                   |
| | Francia            | 225º anniversario della Fête de la Fédération | 4.000.000  | 22 luglio 2015    |
| Descrizione: la festa nazionale francese rappresenta un momento di unione nazionale nella celebrazione della Repubblica. Il disegno riporta una Marianne, emblema della Repubblica francese, raffigurata di profilo in uno stile grafico e moderno e con il capo coperto dal berretto frigio. Sulla destra troviamo il simbolo «RF», sopra il quale appare, con tratti abbozzati, una coccarda. L'anno figura al centro della moneta, mentre la parte sinistra riprende una strofa dell'opera del poeta francese Paul Éluard intitolata «Liberté», che rievoca il motto repubblicano. I marchi della zecca appaiono accanto a questa citazione. Sull'anello esterno della moneta figurano le 12 stelle della bandiera dell'Unione europea. |                    | |            |                   |
| | Italia             | Expo 2015, Milano | 3.500.000  | 22 luglio 2015    |
| Descrizione: si tratta di una composizione che simboleggia la fertilità della Terra; su un semicerchio, che rappresenta la sfera terrestre, un seme bagnato dall'acqua sta per germogliare; sopra la Terra una vite, un tralcio d'ulivo e una spiga spuntano da un tronco d'albero; intorno, l'iscrizione «NUTRIRE IL PIANETA»; sulla sinistra le iniziali dell'autrice del disegno, Maria Grazia Urbani, «MGU»; sulla destra il monogramma della Repubblica italiana, «RI», e la lettera «R» per la Zecca di Roma; al centro il logo di EXPO MILANO 2015. Sull'anello esterno della moneta figurano le 12 stelle della bandiera dell'Unione europea. |                    | |            |                   |
| | Italia             | 750º anniversario della nascita di Dante Alighieri | 3.500.000  | 22 luglio 2015    |
| Descrizione: il disegno raffigura Dante con un libro aperto nella mano sinistra e la montagna del Purgatorio alle spalle: è un particolare del dipinto «Allegoria della Divina Commedia» eseguito da Domenico di Michelino (1417-1491) nella cattedrale di Santa Maria del Fiore di Firenze. Al centro è riportato il monogramma della Repubblica Italiana «RI»; sulla destra l'iscrizione «R» della Zecca di Roma; in basso figurano le iniziali «SP» di Silvia Petrassi e le date «1265 2015», corrispondenti rispettivamente all'anno dell'anniversario e a quello di emissione della moneta; in alto compare la scritta in forma d'arco «DANTE ALIGHIERI». Sull'anello esterno della moneta figurano le 12 stelle della bandiera dell'Unione europea. |                    | |            |                   |
| | Belgio             | Anno europeo per lo sviluppo | 250.000    | 17 settembre 2015 |
| Descrizione: nella parte interna della moneta è raffigurata una mano, su cui poggiano un globo terrestre e, in primo piano, una pianta. Sopra il globo troviamo l'incisione «2015 EUROPEAN YEAR FOR DEVELOPMENT» disposta in semicerchio. L'indicazione del paese «BE» figura sotto la mano, mentre il marchio del direttore della zecca e il marchio della zecca di Bruxelles, ossia il capo dell'Arcangelo Michele protetto da un elmo, appaiono alla sua sinistra. Sull'anello esterno della moneta figurano le 12 stelle della bandiera dell'Unione europea. |                    | |            |                   |
| | San Marino         | 25º anniversario della riunificazione tedesca | 100.000    | 29 settembre 2015 |
| Descrizione: il disegno raffigura la Porta di Brandeburgo, che durante la Guerra Fredda si trovava a Berlino Est. Le due rappresentazioni della Porta si intrecciano come due mani, a rappresentare la riunificazione delle due parti di Berlino. A sinistra figurano il marchio della zecca, «R», e le iniziali dell'artista, «ES» (Erik Spiekermann). Intorno al disegno compaiono in forma circolare la scritta «25º ANNIVERSARIO DELLA RIUNIFICAZIONE DELLA GERMANIA 1990-2015» e l'indicazione del paese e dell'anno di emissione, «San Marino MMXV». Sull'anello esterno della moneta figurano le 12 stelle della bandiera dell'Unione europea. |                    | |            |                   |
| | Malta              | Proclamazione della Repubblica di Malta del 1974 5ª moneta della serie dedicata alla storia costituzionale                                                                          | 400.000    | 5 ottobre 2015    |
| Descrizione: la moneta è l'ultima di una serie di cinque monete che celebrano altrettante tappe costituzionali fondamentali per il paese. Il 13 dicembre 1974 Malta fu proclamata repubblica a seguito delle modifiche costituzionali concordate da una larga maggioranza del parlamento. Il disegno riproduce la targa di marmo affissa sulla facciata del palazzo presidenziale di Valletta a ricordo del passaggio di Malta da monarchia a repubblica. In alto a destra figura, a semicerchio, l'iscrizione «MALTA – Republic 1974», in basso la data «2015». Sull'anello esterno della moneta figurano le 12 stelle della bandiera dell'Unione europea. |                    | |            |                   |
| | Città del Vaticano | VIII Incontro mondiale delle famiglie | 106.000    | 6 ottobre 2015    |
| Descrizione: la moneta riporta l'immagine di due famiglie unite in un abbraccio simbolico all'intero pianeta. In alto figura l'anno di emissione «2015», mentre sulla sinistra troviamo il nome dell'artista «C. Principe». Il marchio della zecca «R» è inciso nella parte destra della moneta, sul braccio di un membro della famiglia. L'immagine è contornata da due scritte disposte in semicerchio: in alto, da sinistra e destra, «VIII INCONTRO MONDIALE DELLE FAMIGLIE», in basso «CITTÀ DEL VATICANO». Sull'anello esterno della moneta figurano le 12 stelle della bandiera dell'Unione europea. |                    | |            |                   |
| | Finlandia          | 150º anniversario della nascita di Akseli Gallen-Kallela | 490.000    | 22 ottobre 2015   |
| Descrizione: in alto è raffigurato il cigno di Tuonela che nuota in acque in cui, discendendo, lo spirito forma delle onde. All'estremità destra della linea orizzontale è indicato il paese di emissione «FI». In basso è raffigurata una tavolozza da pittore con indicazione dell'anno di nascita di Akseli Gallen-Kallela «1865» e dell'anno di emissione «2015». Accanto alla tavolozza è impresso il segno della zecca. Il nome dell'artista «AKSELI GALLEN KALLELA» segue il contorno del tondello al di sotto della linea orizzontale. Sull'anello esterno della moneta figurano le 12 stelle della bandiera dell'Unione europea. |                    | |            |                   |
| | Lussemburgo        | 125º anniversario della dinastia Nassau-Weilburg | 500.000    | 22 ottobre 2015   |
| Descrizione: sulla parte sinistra della moneta appare l'effige di Sua Altezza Reale il Granduca Enrico, mentre a destra, in forma circolare e in ordine cronologico di ascesa al trono, sono raffigurati, in primo piano, le Loro Altezze Reali i Granduchi Adolfo e Guglielmo IV, le Granduchesse Maria-Adelaide e Carlotta e il Granduca Giovanni. Alla destra del disegno figura, in forma circolare, l'iscrizione «1890 – Dynastie Nassau-Weilbourg», mentre al centro, orientati verticalmente, troviamo l'indicazione del paese di emissione «Luxembourg» e l'anno di emissione «2015». Sull'anello esterno della moneta figurano le 12 stelle della bandiera dell'Unione europea. |                    | |            |                   |
| | Slovacchia         | 200º anniversario della nascita di Ľudovít Štúr | 1.000.000  | 23 ottobre 2015   |
| Descrizione: il disegno raffigura un ritratto di Ľudovít Štúr. A destra del ritratto, corrono lungo l'arco interno del tondello le iscrizioni dell'anno di emissione «2015», verso l'interno, e del nome del paese di emissione «SLOVENSKO», verso l'esterno. A sinistra del ritratto, corrono lungo l'arco interno del tondello le iscrizioni dell'anno di nascita e di quello di morte di Štúr «1815-1856», verso l'interno, e del nome «ĽUDOVÍT ŠTÚR», verso l'esterno. In alto del disegno figura sulla destra il segno della zecca di Kremnica (Mincovňa Kremnica) ovvero le iniziali «MK» tra due dadi. In basso a destra figurano le iniziali «IŘ» del disegnatore Ivan Řehák. Sull'anello esterno della moneta figurano le 12 stelle della bandiera dell'Unione europea. |                    | |            |                   |
| | Slovenia           | 2000º anniversario della fondazione di Emona | 1.000.000  | 9 novembre 2015   |
| Descrizione: al centro della moneta figurano una composizione di lettere che formano la parola «EMONA» o «AEMONA» e una pianta stilizzata della fortezza di Emona. In basso è riportata in senso circolare l'iscrizione «EMONA LJUBLJANA SLOVENIJA 2015». Sull'anello esterno della moneta figurano le 12 stelle della bandiera dell'Unione europea. |                    | |            |                   |
| | Monaco             | 800º anniversario della costruzione del primo castello costruito sulla rocca | 10.000     | 14 novembre 2015  |
| Descrizione: il disegno riproduce una torre in cima alla rocca. In alto figura il paese di emissione «MONACO» tra il marchio della zecca di Parigi e il marchio del direttore della zecca. In basso figura la dicitura «FONDATION DE LA FORTERESSE» (Fondazione della fortezza) tra gli anni «1215» e «2015». Sull'anello esterno della moneta figurano le 12 stelle della bandiera dell'Unione europea. |                    | |            |                   |
| | Lettonia           | Natura in pericolo - la ciconia nigra | 1.000.000  | 1º dicembre 2015  |
| Descrizione: il disegno raffigura una cicogna nera (Ciconia nigra), ritenuta una delle specie simbolo della tutela della natura in Europa. Nel 2005 la Lettonia ha adottato un Piano per la protezione della cicogna nera. Nella parte inferiore del disegno compare il nome del paese di emissione, «LATVIJA», e al di sotto l'anno di emissione, «2015». Sull'anello esterno della moneta figurano le 12 stelle della bandiera dell'Unione europea. |                    | |            |                   |
| | Lituania           | Lingua lituana | 990.000    | 14 dicembre 2015  |
| Descrizione: sulla moneta figura la parola «AČIŪ» (GRAZIE), una delle più belle parole della lingua lituana. Per la scritta è utilizzato un carattere lituano originale, creato appositamente sulla base del carattere latino in occasione del centenario del ripristino della stampa lituana, per corrispondere meglio alle combinazioni di lettere maggiormente utilizzate nella lingua lituana. Tutte le lettere della lingua lituana compaiono sullo sfondo della parola «AČIŪ», disposte come una tag cloud. In basso è riportato il nome del paese di emissione («LIETUVA») e sotto figura l'anno («2015»). In basso a destra, sotto la parola «AČIŪ», figura il marchio della zecca lituana. Sull'anello esterno della moneta figurano le 12 stelle della bandiera dell'Unione europea. |                    | |            |                   |
| | Grecia             | 75º anniversario della scomparsa di Spyros Louīs | 750.000    | 23 dicembre 2015  |
| Descrizione: il disegno raffigura Spyros Louis e la coppa che gli fu assegnata, e sullo sfondo lo stadio Panathinaiko. Lungo il bordo interno sono riportati il paese di emissione «ΕΛΛΗNIKH ΔHMOKPΑTIA» e la scritta «75 ΧΡΟΝΙΑ ΜΝΗΜΗΣ ΣΠΥΡΟΥ ΛΟΥΗ» («75 ANNI IN MEMORIA DI SPYROS LOUIS» in greco). Sopra alla coppa compare l'anno di emissione, «2015», e a destra una palmetta (il marchio della zecca greca). Nella parte inferiore del disegno si trova il monogramma dell'artista George Stamatopoulos. Sull'anello esterno della moneta figurano le 12 stelle della bandiera dell'Unione europea. |                    | |            |                   |
| | Andorra            | 25º anniversario della firma dell'accordo doganale tra Andorra e l'Unione europea                                                                                                   | 85.000     | 18 luglio 2016    |
| Descrizione: nella parte superiore del disegno è riprodotta la cartina geografica di Andorra con al centro, in evidenza, lo stemma del Principato. Nella parte inferiore del disegno figurano due frecce intrecciate a direzione opposta, che rappresentano l'accordo doganale tra Andorra e l'UE e riportano gli anni «1990» e «2015» oggetto della commemorazione (il secondo è anche l'anno di emissione della moneta) e il paese di emissione «ANDORRA». La cartina di Andorra è circondata dall'iscrizione «25è aniversari de la Signatura de l'Acord Duaner amb la Unió Europea» (25º anniversario della firma dell'accordo doganale con l'Unione europea). Sull'anello esterno della moneta figurano le 12 stelle della bandiera dell'Unione europea. |                    | |            |                   |
| | Andorra            | 30º anniversario del Referendum sull'attribuzione della maggiore età e del conferimento dei diritti politici agli uomini e alle donne andorrane al compimento del diciottesimo anno | 85.000     | 18 luglio 2016    |
| Descrizione: il disegno riproduce l'immagine parziale di un o una giovane nell'atto di depositare il voto nell'urna. La scheda elettorale reca l'iscrizione «ANDORRA». A sinistra dell'immagine sono iscritti gli anni interessati dalla ricorrenza: 1985 e 2015 (quest'ultimo è anche l'anno di emissione della moneta). Il disegno è circondato da una banda in cui è iscritto in forma abbreviata l'oggetto della celebrazione: «30è ANIVERSARI MAJORIA D'EDAT ALS 18 ANYS» (trentennale dell'attribuzione della maggiore età al compimento del diciottesimo anno). Sull'anello esterno della moneta figurano le 12 stelle della bandiera dell'Unione europea. |                    | |            |                   |